# Brigitte Lange (Politikerin, 1945)

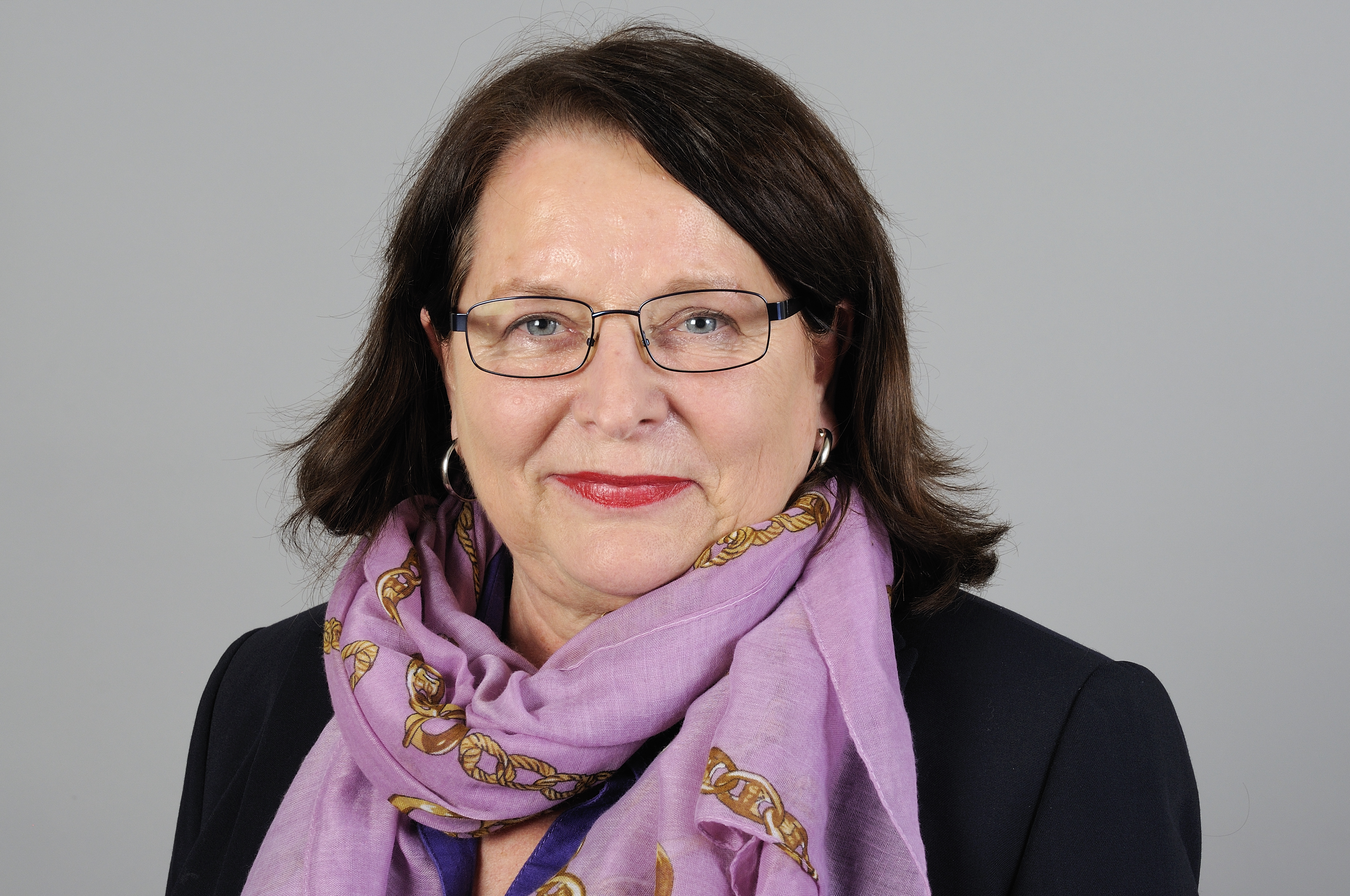
Brigitte Lange (2013).

Brigitte Lange (* 18. November 1945 in Ludwigshafen am Rhein) ist eine deutsche Politikerin (SPD). Sie war von 2001 bis 2016 Mitglied des Abgeordnetenhauses von Berlin.

## Ausbildung und Beruf
Nach einer kaufmännischen Ausbildung und einem Au-Pair-Aufenthalt in Großbritannien ging Brigitte Lange 1968 nach Berlin. Sie absolvierte eine Weiterbildung zur Restauratorin und machte sich selbständig. Unter anderem arbeitete sie seit 1987 als Dozentin an der Volkshochschule Wedding und Pankow im Fachbereich Kulturelle Bildung. Nach dem Qualifizierungsstudium "Stadtstruktur und gesellschaftliche Kontexte" an der TU Berlin von 1987 bis 1989 folgte 1994–1998 ein weiterbildendes Studium an der Fern-Universität Hagen mit dem Schwerpunkt „Kulturmanagement / Kommunale Kulturarbeit“.
Sie arbeitet seit 1994 als selbständige Kulturmanagerin und Restauratorin.

## Politischer Werdegang
Brigitte Lange ist seit 1972 Mitglied der SPD und Mitglied im SPD-Landesvorstand Berlin. Nachdem sie von 1996 bis 2001 der Bezirksverordnetenversammlung Berlin-Reinickendorf angehörte und dort Kulturpolitische Sprecherin war, war sie von 2001 bis 2016 Mitglied im Abgeordnetenhaus von Berlin und dort Kulturpolitische Sprecherin der SPD-Fraktion.
Im Abgeordnetenhaus war Lange Mitglied im Ausschuss für „Europa- und Bundesangelegenheiten, Medien, Berlin-Brandenburg“ und dem Ausschuss „Kulturelle Angelegenheiten“ sowie stellvertretende Vorsitzende des Arbeitskreises III (Euro, Bund, Medien / Kultur). Brigitte Lange ist Mitglied bei ver.di und dort stellvertretende Bundesvorsitzende der Fachgruppe Bildende Kunst sowie Mitglied im Rundfunkrat des Rundfunks Berlin-Brandenburg.

## Persönliches
Brigitte Lange ist verheiratet und hat drei Kinder.
Sie ist Gründungsmitglied und stellvertretende Vorsitzende des Kulturforums Stadt Berlin der Sozialdemokratie, Mitglied im Vorstand des Kulturforums der Sozialdemokratie Berlin, Lange ist Mitglied des Vorstands des Kulturforums der Sozialdemokratie mit dem Themenschwerpunkt Künstlerförderung sowie Berlin-Kultur, Mitglied der Kulturpolitischen Gesellschaft e. V. sowie Mitglied verschiedener Fördervereine.